# 粒界拡散合金法
粒界拡散合金法（英語: Alloying Process by Grain Boundary Diffusion）とは、Nd-Fe-B系焼結磁石のような希土類磁石においてジスプロシウムやテルビウムのような重希土類元素(HRE)の使用量を節約しつつ保磁力を維持する技術。

## 概要
従来からNd-Fe-B系焼結磁石は高温になるほど逆磁場によって減磁しやすくなるのでジスプロシウム(Dy)やテルビウム(Tb)のような重希土類元素はNd2Fe14Bという組織構造においてNdの一部をDyやTbに置き換えることで保磁力を高めるために不可欠で、尚且つ、その供給量が限られているのでハイブリッドカー用希土類磁石のように質量でネオジムの4割分を重希土に置き換えている場合には特に価格高騰の打撃を受けやすかった。
また、現在市販されている焼結磁石の残留磁化は磁石材料中の強磁性Nd2Fe14B相の体積分率の増加とc軸配向度の向上を目的とした製法改善、ストリップキャスト法や傾斜磁界配向法等の新たな製法の開発により、既に理論値の90%以上に達している一方で保磁力は元素添加や粒径微細化等の検討が行われたにもかかわらず、現在でも理論的に予想される値の20%にも達していないため、Nd-Fe-B磁石に重希土類元素の Dy あるいは Tb を添加して主相の結晶磁気異方性を高めることで高保磁力化させる手法がとられているが、重希土元素をNd-Fe-B 系磁石に添加するとFe と重希土類元素のスピンは反平行に結合するため、フェリ磁性的となって磁化が低下してしまうため、重希土類添加による高保磁力化には磁化が犠牲になって最大エネルギー積も低下してしまう問題がある。
従来の二合金法では、磁石の原料となるNd-Fe-B系の合金を造る際にDyやTbを混ぜていたため、主相(4μ～5μm前後のNd2Fe14Bの結晶)と粒界の区別なくDyやTbが広く分散していたが、粒界拡散合金法では保磁力の向上に有効な重希土類元素(HRE)を磁石表面から内部へ拡散させ、主相粒子の粒界近傍に最適配置させることで重希土類の使用量を抑える。
液状化が可能なDyやTbの化合物中に浸漬したり同化合物を塗布したりして焼結後の磁石の表面に同化合物の膜を作り、熱処理を施すことで同化合物を分解して、DyやTbを粒界に拡散させる方法と真空容器内に焼結後の磁石とDyやTbを入れて加熱することにより、DyやTbの蒸気が発生して磁石の粒界に拡散する蒸着を利用する方法がある。
保磁力の必要な部分に粒界拡散処理を施すと一種の傾斜機能材料ともいえる内部に保磁力分布を持つ磁石を作成することができる。